# Flaga Żnina
Flaga Żnina - jeden z symboli miejskich Żnina.
Flaga ma postać płata o stosunku szerokości do długości płata flagi 5:8. Na jednolitym błękitnym tle w miejscu przecięcia się dwóch przekątnych znajduje się brama warowna stanowiąca główny element herbu miasta Żnina.
Flaga została ustanowiona Uchwałą Nr V/37/2003 Rady Miejskiej w Żninie z dnia 28 marca 2003 roku w sprawie nadania Statutu Gminie Żnin.